# Севастополь (Торван)
Севастополь (англ. Sebastopol) — найпівденніше передмістя Понтіпула в графстві Торфаен, в межах історичних кордонів Монмутшира в Південному Уельсі. Названо на честь захопленого під час Кримської війни кримського міста Севастополь. Це робітничий район, який складається в основному з приватних будинків з терасою та значної кількості місцевих органів влади/колишніх місцевих органів влади житла (відомий як Маєток Кеміс-Фавр).

## Розташування
Сьогодні Севастополь — це велика громада, яка майже злилася з сусіднім Ґріффітстауном — межа проходить уздовж Кврді-роуд, через Крикетний клуб Пантег, Оупен-хеарт і Залізничний товарний склад Гріффітстаун на Стейшин-роуд. Як і сусідній Нью-Інн, Севастополь не має центральної частини селища, а розкинувся вздовж головних магістралей Саут-стріт і Ґрінхілл-роуд.

## Зручності
У селищі є кілька великих пам'яток, таких як будинок Пантег, парк Пантег, «Корона» (побудований у 1859 році) та рибний бар «Пейджс Фіш». Тут є три універсальні магазини: два на Саут-стріт і один на Авеню (маєток Кеміс-Фавр). У місті є багато магазинів з продажу вживаних автомобілів на Стейшн-роуд, паби «Оупен-хеарт» (колишній залізничний трактир) і «Севастопольський соціальний клуб». З 1873 по 2004 рік головним роботодавцем у цьому районі був металургійний завод «Пантег».
Є дві церкви: Євангельська церква Пенрі та Англіканська церква Святого Освальда, але більшість церковних потреб задовольняє Гріффітстаун. У маєтку Кеміс-Фавр був розташований дитячий садок Кеміс-Фавр, де навчалися діти віком від 3 до 7 років, однак школу було закрито (приблизно у 2018 році), а територію знесено і використано для будівництва житлових будинків і квартир; відтоді діти переважно відвідують молодшу школу Ґріффітстауна для подальшого навчання в школі. До квітня 2012 року тут також існувала школа для дітей з особливими потребами: Crownbridge School, яка обслуговувала учнів віком від 3 до 19 років з серйозними труднощами у навчанні; вона переїхала на територію школи Croesyceiliog School в Квмбрані. Поруч з дитячим садком «Кемис-Фавр» є парк з футбольним полем.
Монмутширський канал, побудований у 1790-х роках, проходить через Севастополь від Брекона на шляху до Ньюпорта.

## Розвиток Південного Севастополя (пристань Едлоган)
З 1996 року місцеві жителі чинили опір планам забудовників, висунутим за місцевим планом районної ради графства Торфаен, щодо будівництва житлових будинків і малих бізнес-приміщень на великій території зелених полів. Будучи відомим як «Південний Севастополь», широкий район нового житла мав би заповнити прогалину між околицями району Понтіпул на півночі Торвана та передмістями району Кумбран на півдні Торвана. У 2011 році розроблені ескізні плани були відхилені радою. Детальні плани були затверджені в жовтні 2014 року, а роботи розпочато у квітні 2016 року.
Станом на 2019 рік у Південному Севастополі є три забудовники, які будують маєтки, найбільшим є Edlogan Wharf від Тейлора Вімпі, за яким йдуть Hanbury Village від Barratt і Pastures Green від Lewis.

## Знатні люди
- Террі Габбард (нар. 1950), валлійський колишній професійний футболіст
- Джеймс Вейт, валлійський професійний футболіст